# 深度优先搜索
深度优先搜索算法（英語：Depth-First-Search，缩写为）是一种用于遍历或搜索树或图的算法。这个算法会尽可能深地搜索树的分支。当节点v的所在边都己被探寻过，搜索将回溯到发现节点v的那条边的起始节点。这一过程一直进行到已发现从源节点可达的所有节点为止。如果还存在未被发现的节点，则选择其中一个作为源节点并重复以上过程，整个进程反复进行直到所有节点都被访问为止。（p. 603）这种算法不会根据图的结构等信息调整执行策略。
深度优先搜索是图论中的经典算法，利用深度优先搜索算法可以产生目标图的拓扑排序表（p. 612），利用拓扑排序表可以方便的解决很多相关的图论问题，如无权最长路径问题等等。
因发明“深度优先搜索算法”，約翰·霍普克洛夫特与罗伯特·塔扬在1986年共同获得计算机领域的最高奖：图灵奖。

## 演算方法
1. 首先将根节点放入stack中。
2. 从stack中取出第一个节点，并检验它是否为目标。
如果找到目标，则结束搜寻并回传结果。
否则将它某一个尚未检验过的直接子节点加入stack中。
3. 重复步骤2。
4. 如果不存在未检测过的直接子节点。
将上一级节点加入stack中。
重复步骤2。
5. 重复步骤4。
6. 若stack为空，表示整张图都检查过了——亦即图中没有欲搜寻的目标。结束搜寻并回传“找不到目标”。

## C++的實作
定义一个结构体来表达一個二叉树的节点的结构：
```
struct
 
Node
 
{

    
int
 
self
;
     
// 数据

    
Node
 
*
left
;
   
// 左孩子

    
Node
 
*
right
;
  
// 右孩子

};

```

那么我们在搜索一个树的时候，从一个节点开始，能首先获取的是它的两个子节点。例如：
|  | A B C D E F G |

A是第一个访问的，然后顺序是B和D、然后是E。然后再是C、F、G。那么我们怎么来保证这个顺序呢？
这里就应该用堆栈的结构，因为堆栈是一个后进先出(LIFO)的顺序。通过使用C++的STL，下面的程序能帮助理解：
```
const
 
int
 
TREE_SIZE
 
=
 
9
;

std
::
stack
<
Node
 
*>
 
unvisited
;

Node
 
nodes
[
TREE_SIZE
];

Node
 
*
current
;

//初始化树

for
 
(
int
 
i
 
=
 
0
;
 
i
 
<
 
TREE_SIZE
;
 
i
++
)
 
{

    
nodes
[
i
].
self
 
=
 
i
;

    
int
 
child
 
=
 
i
 
*
 
2
 
+
 
1
;

    
if
 
(
child
 
<
 
TREE_SIZE
)
 
// Left child

        
nodes
[
i
].
left
 
=
 
&
nodes
[
child
];

    
else

        
nodes
[
i
].
left
 
=
 
NULL
;

    
child
++
;

    
if
 
(
child
 
<
 
TREE_SIZE
)
 
// Right child

        
nodes
[
i
].
right
 
=
 
&
nodes
[
child
];

    
else

        
nodes
[
i
].
right
 
=
 
NULL
;

}

unvisited
.
push
(
&
nodes
[
0
]);
 
//先把0放入UNVISITED stack

// 树的深度优先搜索在二叉树的特例下，就是二叉树的先序遍历操作（这里是使用循环实现）

// 只有UNVISITED不空

while
 
(
!
unvisited
.
empty
())
 
{

    
current
 
=
 
(
unvisited
.
top
());
 
//当前访问的

    
unvisited
.
pop
();

    
if
 
(
current
->
right
 
!=
 
NULL
)

        
unvisited
.
push
(
current
->
right
 
);

    
if
 
(
current
->
left
 
!=
 
NULL
)

        
unvisited
.
push
(
current
->
left
);

    
cout
 
<<
 
current
->
self
 
<<
 
endl
;

}

```